# Mesomys occultus
Mesomys occultus là một loài động vật có vú trong họ Echimyidae, bộ Gặm nhấm. Loài này được Patton, da Silva, & Malcolm mô tả năm 2000.